# Майко Віктор Анатолійович
Ві́ктор Анато́лійович Майко́ (6 липня 1960, м. Дніпропетровськ) — український дипломат. Надзвичайний і Повноважний Посол України в Туркменістані (2020—2025), Надзвичайний і Повноважний Посол України в Казахстані (з 2025 року).

## Біографія
Народився 6 липня 1960 року в місті Дніпропетровськ. У 1982 закінчив Київський державний університет імені Тараса Шевченка за фахом журналістика. Аспірантура Української академії зовнішньої торгівлі (1999). Кандидат економічних наук.
- З 1982 по 1984 — кореспондент газети «Прапор змагання» на Київському авіазаводі ім. Антонова.
- З 1984 по 1989 — служба в Збройних Силах.
- З 1989 по 1991 — головний науковий редактор Інституту підвищення кваліфікації керівних працівників МВС України.
- З 1992 по 1994 — директор СП «Інтерпрофсервіс».
- З 1994 по 1999 — заступник керівника, керівник ТЕМ у складі Посольства України у Великій Британії.
- З 1999 по 2000 — начальник Управління з питань інвестиційного співробітництва та валютного регулювання, начальник Головного управління багатостороннього економічного співробітництва Міністерства зовнішньоекономічних зв'язків і торгівлі України.
- З 2000 по 2005 — перший заступник голови правління ЗАТ «Інтербудмонтаж».
- З 10 березня 2005 — 11 травня 2010 — Надзвичайний і Повноважний Посол України в Туркменістані.
- З 6 травня 2006 — 11 травня 2010 — Надзвичайний і Повноважний Посол України в Ісламській Республіці Афганістан, за сумісництвом.
- З 12 квітня 2010 — заступник Міністра закордонних справ України.
- 5 березня 2014 — звільнений з посади заступника Міністра закордонних справ України.
- 2014-2020 — радник Міністра закордонних справ України.
- 2020[1]-2025[2] — Надзвичайний і Повноважний Посол України в Туркменістані.
- 2025[3] - Надзвичайний і Повноважний Посол України в Казахстані.

Має дипломатичний ранг: Надзвичайного і Повноважного Посла України.
Вільно володіє англійською мовою.
Одружений, має доньку.